# Telipogon ecuadorensis
Telipogon ecuadorensis är en orkidéart som beskrevs av Rudolf Schlechter. Telipogon ecuadorensis ingår i släktet Telipogon och familjen orkidéer.
Artens utbredningsområde är Ecuador. Inga underarter finns listade i Catalogue of Life.